# Shūgiin-Wahl 2012
- KPJ: 8
- SDP: 2
- Mirai: 9
- DPJ: 57
- Unabh.: 7
- Minna: 18
- Ishin: 54
- Kōmeitō: 31
- LDP: 294

Die Shūgiin-Wahl 2012, formell die „46. allgemeine Wahl der Shūgiinabgeordneten“ (jap. 第46回衆議院議員総選挙 dai-yonjūroku-kai Shūgiin giin sōsenkyo), zum japanischen Abgeordnetenhaus (Shūgiin), dem Unterhaus (kain) des nationalen Parlaments (Kokkai), fand am 16. Dezember 2012 statt. Premierminister Yoshihiko Noda (Demokratische Partei) hatte die Kammer dazu am 16. November 2012 aufgelöst. Offizieller Wahlkampfbeginn war der 4. Dezember 2012. Am 16. Dezember fanden zudem die Volksabstimmung zur Bestätigung von zehn Richtern am Obersten Gerichtshof, die Gouverneurswahl in Tokio, Nachwahlen zu einigen Präfekturparlamenten sowie örtlich Kommunalwahlen statt.
Zur Wahl standen alle Sitze im Shūgiin in einem Grabenwahlsystem aus einfacher Mehrheitswahl in 300 Einmandatswahlkreisen und Verhältniswahl in elf regionalen „Blöcken“ mit insgesamt 180 Sitzen.
Die bisherigen Oppositionsparteien LDP und Kōmeitō gewannen zusammen eine Zweidrittelmehrheit der Sitze.
Shinzō Abe wurde am 26. Dezember zum neuen Premierminister von Japan gewählt; er bildete am gleichen Tag das neue Kabinett (Kabinett Shinzō Abe II).

## Hintergrund

Öffentliche Unterstützung des Kabinetts seit 2009 nach Umfragen des öffentlich-rechtlichen Rundfunksenders NHK:

Zustimmungsraten der politischen Parteien (nicht Wahlabsicht) seit 2009 in den monatlichen Umfragen der NHK:

Die seit ihrer Gründung 1955 fast durchgehend regierende Liberaldemokratische Partei (LDP) hatte bei der Shūgiin-Wahl 2009 ihre Mehrheit verloren. Das Kabinett wird seitdem von der Demokratischen Partei (DP) geführt, die eine Koalition mit der Neuen Volkspartei (NVP) und zunächst auch mit der Sozialdemokratischen Partei (SDP) einging. Die Regierung verlor angesichts von Spendenskandalen, gebrochenen Wahlversprechen, darunter die Versprechen, die Mehrwertsteuer nicht zu erhöhen und die U.S. Marine Corps Air Station Futenma aus der Präfektur Okinawa zu verlegen, und innerparteilichen Streitigkeiten rasch an Zustimmung. Nach den Rücktritten der Premierminister Yukio Hatoyama und Naoto Kan ist Yoshihiko Noda bereits der dritte Premierminister seit dem Regierungswechsel 2009. Sein Kabinett hatte in Umfragen Zustimmungswerte unter 30 Prozent.
Bei der Sangiin-Wahl 2010 verlor die Regierungskoalition aus DP, NVP und ihren parlamentarischen Verbündeten, der Neuen Partei Daichi, die Mehrheit im Rätehaus (Sangiin), dem Oberhaus (jōin) des nationalen Parlaments, und war im resultierenden „verdrehten Parlament“ auf eine Zusammenarbeit mit der Opposition angewiesen. Die LDP unter Sadakazu Tanigaki lehnte eine Zusammenarbeit aber häufig ab – Ausnahmen waren unter anderem die Rücktrittsbedingungen von Naoto Kan, einige Wiederaufbaumaßnahmen nach dem Tōhoku-Erdbeben 2011 und die Mehrwertsteuererhöhung 2012 – und drängte auf baldige Neuwahlen. Diese versprach Noda chikai uchi ni (「近いうちに」), „bald“, als LDP und Kōmeitō im August 2012 während der Beratungen über die Mehrwertsteuererhöhung drohten, einem Misstrauensvotum zuzustimmen.
Im September 2012 wurden Yoshihiko Noda und Natsuo Yamaguchi als Parteivorsitzende von DP und Kōmeitō bestätigt, Shinzō Abe zum LDP-Vorsitzenden gewählt.
Um die innenpolitische Blockade aufzulösen und die LDP für die Zustimmung zu einem Gesetz zur Neuordnung der Wahlkreise zu gewinnen, kündigte Noda trotz Umfragetiefs für ihn und seine Partei am 14. November 2012 die Auflösung des Shūgiin an, die nach der Verabschiedung der Wahlkreisreform, der Ausgabe von weiteren Anleihen und weiterer Gesetze am 16. November 2012 verkündet wurde.

## Verfassungsmäßigkeit
Die Wahlkreiseinteilung bei der Shūgiin-Wahl 2009 wurde vom Obersten Gerichtshof wegen der mangelnden Gleichheit der Wahl für verfassungswidrig befunden. Zwar wurde die Streichung der fünf wählerärmsten Wahlkreise noch vor der Auflösung des Shūgiin von beiden Kammern beschlossen; aber die dadurch notwendige Neueinteilung der Wahlkreise in den fünf betroffenen Präfekturen dauert mehrere Monate und konnte damit nicht mehr vor der Wahl 2012 durchgeführt werden. Deshalb wurden die bisherigen Wahlkreise verwendet, deren Missverhältnis bereits 2009 verfassungswidrig war. Anwaltsgruppen, die sich für die Gleichheit der Wahl einsetzen, haben juristische Schritte gegen die Durchführung und Gültigkeit der Wahl angekündigt. Der Versuch, die Wahl in dieser Form zu verhindern, scheiterte am 30. November vor dem Obersten Gerichtshof. Am Tag nach der Wahl wurden von Anwälten die ersten Beschwerden gegen die Gültigkeit der Wahl in zwei Wahlkreisen in der Präfektur Hiroshima eingeleitet, ähnliche Verfahren folgten bei Obergerichten und ihren Zweigstellen. Im März 2013 befanden die Obergerichte Sapporo und Tokio die Wahl in den Wahlkreisen Hokkaidō 3 und Tokio 1 für verfassungswidrig, aber gültig. Zu ähnlichen Entscheidungen kamen die Obergerichte Sendai, Takamatsu, Nagoya, Fukuoka und die Außenstelle Kanazawa des Obergerichts Nagoya. Das Obergericht Hiroshima entschied dagegen am 25. März 2013, dass die Wahlen in den Wahlkreisen Hiroshima 1 und 2 auch ungültig sind. Einen Tag später wurde auch die Wahl im 2. Wahlkreis Okayama von der Außenstelle Okayama des Obergerichts Hiroshima für ungültig erklärt.
Im November 2013 entschied der Oberste Gerichtshof, dass die Wahlkreiseinteilung wie 2009 in verfassungswidrigem Zustand war, folgte aber seiner bisherigen Rechtsprechung und verwarf die Forderung, die Wahl für ungültig zu erklären.

## Parteien
Die japanische Parteienlandschaft und die Zusammensetzung des Shūgiin haben seit der Wahl 2009 erhebliche Änderungen erfahren. Zahlreiche Abgeordnete verließen die Demokratische Partei im Laufe des Jahres 2012, bereits vor der Shūgiin-Auflösung verfügte die Regierungskoalition nur noch über eine knappe Mehrheit. Nach der Auflösung des Shūgiin traten weitere Abgeordnete aus und mehrere weitere Parteien wurden neu gegründet, aufgelöst und fusioniert.
Anfang Dezember erfüllten zwölf Parteien die Voraussetzungen für die Anerkennung als politische Partei im rechtlichen Sinne, verfügten also über mindestens fünf Abgeordnete im nationalen Parlament oder haben landesweit zwei Prozent der Stimmen in mindestens einem Segment (Wahlkreise oder Verhältniswahl) von aktuellen nationalen Wahlen (letzte Shūgiin-Wahl oder eine der beiden letzten Sangiin-Wahlen) erhalten.
Erwartete Wahlkampfthemen sind die von DP, LDP und Kōmeitō gemeinsam beschlossene Verdopplung der Mehrwertsteuer von fünf auf zehn Prozent und die damit verbundenen Reformen der Sozialsysteme, die Wirtschafts- und Beschäftigungslage, Japans mögliche Teilnahme an der Freihandelszone TPP, die energiepolitische Debatte über die Zukunft der Kernenergie und eine Neuausrichtung der Außenpolitik angesichts des Aufstiegs der Volksrepublik China und eine damit verbundene Änderung der Verfassung.
Die Reihenfolge der Parteien in diesem Abschnitt folgt absteigend der Zahl der bisherigen Shūgiin-Abgeordneten.

### Demokratische Partei
Die Demokratische Partei (Minshutō, englisch DPJ, seltener deutsch DP) unter Yoshihiko Noda forderte in ihrem Wahlprogramm unter anderem den Atomausstieg in den 2030er Jahren bei einer Laufzeit der bestehenden Atomkraftwerke von 40 Jahren und strebt eine Teilnahme an der transpazifischen Freihandelszone TPP und anderen Freihandelsabkommen an, insbesondere trilateral mit der Volksrepublik China und der Republik Korea, aber auch mit der Europäischen Union. Die Mehrwertsteuer soll wie beschlossen bis 2015 auf 10 % verdoppelt werden, die zusätzlichen Einnahmen sollen in die zu reformierenden sozialen Sicherungssysteme fließen. Außen- und sicherheitspolitisch will sie die Integrität des japanischen Staatsgebiets (aus Regierungssicht) schützen, indem sie das US-japanische Bündnis und die Küstenwache stärkt, aber eine einvernehmliche Verhandlungslösung mit China anstrebt. 2012 kaufte die Zentralregierung die umstrittenen Senkaku-Inseln, um einem Kauf durch die Präfektur Tokio unter Gouverneur Shintarō Ishihara zuvorzukommen. Noda lehnt eine Änderung der Verfassung oder ihrer Interpretation nicht grundsätzlich ab, positioniert die Partei im Wahlkampf 2012 aber als Gegner der von der LDP angestrebten Verfassungsänderung.
Die Partei versagte 2012 neuen „Erbkandidaten“ ihre Unterstützung. Betroffen war unter anderem Yūichirō Hata, der ursprünglich für die Nachfolge seines Vaters Tsutomu Hata im 3. Wahlkreis Nagano kandidieren wollte.

### Liberaldemokratische Partei
Die Liberaldemokratische Partei (Jiyūminshutō, LDP) unter Shinzō Abe will zwecks Deflationsbekämpfung ein Inflationsziel von 2 % festsetzen und dafür wenn nötig durch Gesetzesänderungen die Bank of Japan zu einer engeren Kooperation mit der Regierung bewegen. Dadurch soll ein nominelles Wirtschaftswachstum von 3 % erreicht werden. Eine TPP-Teilnahme Japans lehnt sie ab, solange damit eine Streichung der Zollschranken in allen Bereichen verbunden ist. Sicherheits- und verfassungspolitisch nimmt sie Abes frühere Idee einer Stärkung des nationalen Sicherheitsrates nach US-Vorbild auf und will Artikel 9 der Verfassung auf die Teilnahme an Maßnahmen der kollektiven Verteidigung ausweiten. Die LDP hatte dem Kauf der Senkaku-Inseln durch die Zentralregierung ebenso wie die Kōmeitō zugestimmt und strebt wie die DP eine Stärkung des Bündnisses an, will für die Zukunft aber die eigenen militärischen Kapazitäten Japans vergrößern und die Selbstverteidigungskräfte zu – bisher durch die Verfassung nominell untersagten – vollwertigen Streitkräften aufwerten. Abe verwendet den Begriff kokubō-gun (国防軍, etwa „nationale Verteidigungsstreitkräfte“) – gun, „Streitkräfte“, verbietet eigentlich explizit Artikel 9 der Verfassung, auch wenn seit der Wiederbewaffnung die Selbstverteidigungskräfte als De-facto-Streitkräfte existieren. Einen Atomausstieg hält die LDP für wünschenswert, aber unrealistisch und will binnen zehn Jahren eine Entscheidung über die langfristige Ausrichtung der Energiepolitik treffen.
Der Wahlkampfslogan der LDP unter Abe 2012 war Nippon o torimodosu (日本を、取り戻す。, etwa „[Ich/wir] bringe(n) Japan zurück.“).

### Nippon Mirai no Tō
Die Nippon Mirai no Tō („Zukunftspartei Japans“) wurde erst kurz vor der Wahl auf Initiative der Gouverneurin von Shiga, Yukiko Kada, gegründet. Sie vereinigt mehrere Parteien, die einen raschen Atomausstieg anstreben und eine TPP-Teilnahme Japans und die beschlossene Mehrwertsteuererhöhung ablehnen:
- die Kokumin no Seikatsu ga Daiichi, die DP-Abspaltung von Ichirō Ozawa,
- die Genzei Nippon, Han-TTP, Datsu-Gempatsu o Jitsugen suru Tō, selbst eine Vereinigung aus
  - der Genzei Nippon („Steuersenkung[en] Japan“), 2010 von Nagoyas Bürgermeister Takashi Kawamura gegründet, und
  - der Han-TPP, Datsu-Gempatsu, Shōhizōzei Tōketsu o Jitsugen suru Tō, grob „Partei, die Anti-TPP, den Atomausstieg und das Einfrieren der Mehrwertsteuererhöhung verwirklicht“, die der Ex-Demokrat Masahiko Yamada und Shizuka Kamei erst kurz zuvor begründet hatten, und
- Teile von Midori no Kaze („Grüner Wind“), die als Fraktion im Sommer 2012 gegründet worden war und deren Hauptanliegen der Atomausstieg ist.

Die Partei stellte ihr Wahlprogramm am 2. Dezember vor. Zu den Forderungen gehören ein schrittweiser Atomausstieg bis 2022, die Stilllegung des schnellen Brüters Monju und der Wiederaufarbeitungsanlage Rokkasho, ein Kindergeld von 312.000 Yen jährlich, das Einfrieren der Mehrwertsteuer auf 5 % und der Ausstieg aus den TPP-Verhandlungen.
Kada verteidigt sich und Ozawa gegen Vorwürfe, dass ihre Partei in Wirklichkeit nur die „nächste Ozawa-Partei“ sei. Ozawa hat die japanische Politik seit Ende der 1980er Jahre maßgeblich beeinflusst und im Sommer 2012 die Regierungsmehrheit der Demokratischen Partei durch seinen Austritt auf wenige Sitze geschmälert. Obwohl Ozawa ausdrücklich keine führende Position in der Mirai no Tō einnehmen soll, betont Kada, dass sie viele seiner politischen Positionen teile und seinen Einfluss und seine Erfahrung zur Umsetzung der gemeinsamen Ziele nutzen wolle. Die äußerlich überraschende Parteigründung war seit September 2012 im Hintergrund geplant.

### Kōmeitō
Die Kōmeitō („Gerechtigkeitspartei“) kooperiert bei der Nominierung von Wahlkreiskandidaten eng mit der LDP. Beide Parteien betrachten sich gegenseitig als naheliegende Kooperationspartner und streben gemeinsam eine Shūgiin-Mehrheit an – im Sangiin, wo die Demokratische Partei stärkste Partei ist, verfügen sie ohne weitere Partner nicht über eine Mehrheit. Programmatisch existieren einige Unterschiede zwischen der LDP und der Kōmeitō, die national traditionell als Partei der Mitte oder auch als Mitte-links-Partei gilt: Die Kōmeitō steht einer Änderung von Artikel 9 skeptisch gegenüber und strebt, wenn auch ohne konkrete Zeitvorgabe, einen Atomausstieg an.

### Nippon Ishin no Kai
Die Nippon Ishin no Kai (etwa „Versammlung für die Erneuerung/Restauration Japans“ – siehe Meiji-Restauration für die in europäischen Sprachen meist widersprüchlichen Begriffe ishin ‚Erneuerung‘, ‚Reformation‘ und fukko ‚Restauration‘ –, engl. Japan Restoration Party, JRP) wurde von Tōru Hashimoto, ehemaliger Gouverneur der Präfektur Ōsaka und aktueller Bürgermeister der Stadt Ōsaka, im September 2012 für seinen bereits länger angekündigten Vorstoß in die nationale Politik gegründet. Im November 2012 schloss sich ihr die Taiyō no Tō („Sonnenpartei“) von Shintarō Ishihara, eben zurückgetretener Gouverneur der Präfektur Tokio, und Takeo Hiranuma an. Diese wiederum war erst kurz zuvor aus der 2010 gegründeten Tachiagare Nippon hervorgegangen. Ishihara ist Vorsitzender der gemeinsamen Partei, auch wenn ihn einige programmatische Unterschiede von Initiator Hashimoto trennen.
Die Nippon Ishin no Kai formuliert in Bezug auf den Atomausstieg das gleiche Ziel wie die Demokratische Partei – unter Hashimoto hatte sie noch für einen raschen Atomausstieg plädiert –, will die Nachkriegsverfassung durch eine völlig neue ersetzen, tritt nur unter bestimmten Bedingungen für einen TPP-Beitritt ein – Hashimoto strebte ursprünglich eine Teilnahme an –, will die Mehrwertsteuer auf 11 Prozent erhöhen und sie vollständig in eine Steuer der Gebietskörperschaften (Präfekturen und Gemeinden) umwandeln; die bisher verbotene Ämterhäufung von gewählten nationalen, Präfektur- und Gemeindeämtern soll aufgehoben werden und die Einführung des dōshū-sei verfolgt werden, eines Systems aus größeren Staaten (dō und shū) mit größeren Handlungsspielräumen, die die Präfekturen ersetzen sollen. – Unverbindliche Pläne für die Einführung eines dōshūsei entwickelte die Zentralregierung in den 2000er Jahren. Liberaldemokraten und Kōmeitō unterstützen die Forderung 2012, die Demokraten versprechen den Transfer von Kompetenzen vom Zentralstaat an die Gemeinden und wollen mittel- bis langfristig die Einführung eines dōshūsei untersuchen.

### Kommunistische Partei Japans
Die Kommunistische Partei Japans (Nihon Kyōsantō, KPJ), die bei Shūgiin-Wahlen seit 2000 kein Wahlkreismandat mehr gewonnen hat und ausschließlich auf die Verhältniswahl angewiesen war, gab unter Kazuo Shii bereits im Oktober 2012 ein Wahlziel von 18 Mandaten aus, eine Verdopplung ihrer Mandatszahl. Sie fordert den sofortigen Atomausstieg, lehnt eine TPP-Teilnahme und die Mehrwertsteuererhöhung ab, will die Sozialsysteme ausbauen, alle US-Stützpunkte aus Japan entfernen und das Bündnis aufkündigen und die staatliche Parteienfinanzierung abschaffen. Der Erhalt der bestehenden Verfassung bleibt eine Kernforderung.

### Minna no Tō
Die Minna no Tō („Partei aller“) von Yoshimi Watanabe hatte über einen Zusammenschluss mit der Nippon Ishin no Kai verhandelt. Sie beschloss nach dem Beitritt Shintarō Ishiharas, die Wahlen alleine zu bestreiten, kooperiert aber bei der Kandidatennominierung teilweise mit der Ishin no Kai. Die Minna no Tō will durch eine klare Strommarktliberalisierung einen Atomausstieg bis in die 2020er erreichen. Die Mehrwertsteuer soll eingefroren werden, ehe nicht Abgeordnete und Beamte in der Zentralregierung „Opfer bringen“. Sie tritt für eine deutliche Verkleinerung des Parlaments und ein Einkammersystem ein. Wie die Ishin no Kai und in geringerem Maße die beiden großen Parteien fordert sie Reformen zur Dezentralisierung und ein dōshū-sei.

### Sozialdemokratische Partei
Die Sozialdemokratische Partei (Shakaiminshutō, SDP) unter Mizuho Fukushima, die die Regierungskoalition der Demokraten 2010 wegen der US-Stützpunkte in Okinawa verlassen hatte, lehnt eine TPP-Teilnahme und die Mehrwertsteuererhöhung ab. Zusätzlich soll ein System eingeführt werden, das Geringverdienern die Mehrwertsteuer auf Güter des täglichen Bedarfs zurückerstattet. Der Bau von Atomkraftwerken soll sofort eingestellt werden, die Blöcke 3 und 4 des Kernkraftwerks Ōi wieder abgeschaltet werden und weitere Wiederinbetriebnahmen unterbleiben. Eine Verfassungsänderung lehnt die SDP ab.

### Shintō Daichi – Shin-Minshu
Die Shintō Daichi – Shin-Minshu von Muneo Suzuki bewirbt sich ausschließlich in Hokkaidō um Mandate. Lange hatte sie mit der Demokratischen Partei ohne formale Einbindung in die Regierungskoalition zusammengearbeitet, bezog aber einige Wochen vor der Wahl deutlich Stellung im Oppositionslager und will nun mit der Mirai no Tō zusammenarbeiten. Suzuki will unter anderem einen Atomausstieg erreichen, eine engere Kooperation mit Russland und eine Pipeline zwischen Russland und Hokkaidō soll die Versorgung mit fossilen Brennstoffen sichern. Eine TPP-Teilnahme und die Mehrwertsteuererhöhung lehnt die Partei ab. Das Parlament soll um ein Drittel verkleinert werden.

### Neue Volkspartei
Die Neue Volkspartei (Kokumin Shintō) von Shōzaburō Jimi, die seit 2009 in Koalition mit der Demokratischen Partei regiert, will die Postprivatisierung von 2005 weiter zurückschrauben, indem die Nachfolgegesellschaften für Post, Bank und Versicherung wieder zusammengelegt werden. Eine TPP-Teilnahme lehnt sie unter den bisher bekannten Bedingungen ab. Die Wirtschaft soll durch ein 50-Billionen-Yen-Programm staatlicher Investitionen, unter anderem in den Katastrophenschutz gestärkt werden.

### Shintō Kaikaku
Die Shintō Kaikaku („Neue Reformpartei“) von Yōichi Masuzoe gibt ein Inflationsziel von ein bis zwei Prozent aus und will die Körperschaftsteuer senken. Die Mehrwertsteuer soll dezentralisiert werden. Über eine TPP-Teilnahme soll vorsichtig verhandelt werden, eine Teilnahme nur, wenn die Interessen Japans gewahrt sind. Das Parlament soll verkleinert werden und die Einmandatswahlkreise im Shūgiin wieder durch Mehrmandatswahlkreise ersetzt werden. Ein zukünftiger Atomausstieg soll angestrebt werden.

### Neue Partei Japan
Yasuo Tanakas Neue Partei Japan (Shintō Nippon) ist unter anderem für einen Atomausstieg. Den Territorialansprüchen der Volksrepublik China soll mit einer neuen Abteilung im Naikaku-fu begegnet werden.

### Parteien ohne rechtlichen Parteienstatus
Zu den sonstigen Parteien, die Kandidaten für die Shūgiin-Wahl 2012 aufstellen, gehörten vor allem die Kōfuku-jitsugen-tō („Glücksrealisierungspartei“), die 20 Wahlkreis- und 42 Verhältniswahlkandidaten nominierte, sowie kleinere Gruppen mit insgesamt fünf Wahlkreiskandidaten.

## Wahlkampf
Am 29. November 2012 nahmen die Vorsitzenden von zehn der derzeit zwölf Parteien, die die Voraussetzungen als politische Partei im rechtlichen Sinne erfüllen, (Noda, Abe, Kada, Yamaguchi, Shii, Watanabe, Fukushima, Jimi, Suzuki, Tanaka) an einer Online-Debatte teil, die live von der Videowebsite Nico Nico Douga übertragen wurde. Am 30. November folgte eine zweieinhalbstündige Fernsehdebatte unter elf Parteivorsitzenden (zusätzlich Ishihara, Masuzoe, ohne Tanaka).
Die amtliche Wahlbekanntmachung (公示, kōji), die den offiziellen Wahlkampf eröffnet, erfolgte am 4. Dezember 2012. Die Möglichkeit zur vorzeitigen Stimmabgabe besteht ab dem Folgetag.

### Kandidaten und Nominierungsstrategie
Bei der Wahl 2012 bewerben sich insgesamt 1.294 Kandidaten um die 300 Wahlkreismandate. Die meisten stellt die KPJ, die in 299 Wahlkreisen vertreten ist. LDP und Kōmeitō, die die meisten ihrer Wahlkreiskandidaten gegenseitig unterstützen, sind zusammen fast flächendeckend vertreten. DP- und NVP-Kandidaten sind zusammen in weniger als 270 Wahlkreisen präsent. Kandidaten von Ishin no Kai und Minna no Tō treten zwar in einzelnen Wahlkreisen gegeneinander an, werden aber sonst meist von der jeweils anderen Partei unterstützt und bewerben sich zusammen um weniger als 200 Wahlkreismandate. Mirai no Tō und Neue Partei Daichi kommen zusammen auf knapp 120 Wahlkreiskandidaten. Dazu kommen 23 sozialdemokratische Wahlkreiskandidaten, Yasuo Tanaka (Neue Partei Japan) und über 50 Kandidaten, die parteilos sind oder einer der Parteien ohne rechtlichen Parteienstatus angehören. Die Shintō Kaikaku tritt nicht in Wahlkreisen an und stellt nur zwei Verhältniswahlkandidaten in Tōhoku und Tokio auf.
Zusammen mit den Kandidaten, die ausschließlich für die 180 Verhältniswahlmandate antreten, gibt es insgesamt 1.504 Bewerber – 1.279 Männer und 225 Frauen – für die 480 Sitze im Shūgiin.
Yoshihiko Noda ist der erste amtierende Premierminister seit Yoshirō Mori im Jahr 2000, der seine Wahlkreiskandidatur über die Verhältniswahl absichert. 43 Abgeordnete kandidieren nicht erneut für ein Mandat, darunter die ehemaligen Premierminister Tsutomu Hata, Yoshirō Mori, Yasuo Fukuda und Yukio Hatoyama. Die Mainichi Shimbun zählt etwa ein Zehntel aller Kandidaten, darunter rund 10 % der Demokraten und 27 % der Liberaldemokraten, als „Erbkandidaten“, wobei sie alle einschließt, bei denen Eltern oder Großeltern (einschließlich Adoptionen, Schwiegereltern) Abgeordnete waren, sowie die, die bis zum 3. Verwandtschaftsgrad im gleichen Wahlkreis antreten. Zu den neuen „Erbschaftsanwärtern“ 2012 gehören Tatsuo Fukuda, der Sohn von Yasuo Fukuda, im 4. Wahlkreis Gunma und Toshinao Nakagawa, der Sohn von Hidenao Nakagawa, im 4. Wahlkreis Hiroshima.
| Partei | Partei                        | Bisherige Abgeordnete | Wahlkreiskandidaten   | Wahlkreiskandidaten   | Wahlkreiskandidaten | Wahlkreiskandidaten | Verhältniswahlkandidaten | Verhältniswahlkandidaten | Verhältniswahlkandidaten | Summe Kandidaten | Summe Kandidaten |
| Partei | Partei                        | Bisherige Abgeordnete | bisherige Abgeordnete | ehemalige Abgeordnete | Neubewerber         |                     | Doppelkandidaten         | Nur Verhältniswahl       |                          |                  | (Frauen)         |
| ------ | ----------------------------- | --------------------- | --------------------- | --------------------- | ------------------- | ------------------- | ------------------------ | ------------------------ | ------------------------ | ---------------- | ---------------- |
|        | Demokratische Partei          | 230                   | 209                   | 2                     | 53                  | 264                 | 264                      | 3                        | 267                      | 267              | (37)             |
|        | Liberaldemokratische Partei   | 118                   | 105                   | 70                    | 113                 | 288                 | 277                      | 49                       | 326                      | 337              | (27)             |
|        | Nippon Mirai no Tō            | 62                    | 53                    | 4                     | 54                  | 111                 | 109                      | 10                       | 119                      | 121              | (28)             |
|        | Kōmeitō                       | 21                    | 2                     | 4                     | 3                   | 9                   | 0                        | 45                       | 45                       | 54               | (4)              |
|        | Nippon Ishin no Kai           | 11                    | 11                    | 12                    | 128                 | 151                 | 151                      | 21                       | 172                      | 172              | (12)             |
|        | Kommunistische Partei Japans  | 9                     | 2                     | 2                     | 295                 | 299                 | 12                       | 23                       | 35                       | 322              | (80)             |
|        | Minna no Tō                   | 8                     | 7                     | 0                     | 58                  | 65                  | 64                       | 4                        | 68                       | 69               | (3)              |
|        | Sozialdemokratische Partei    | 5                     | 3                     | 0                     | 20                  | 23                  | 23                       | 10                       | 33                       | 33               | (6)              |
|        | Neue Partei Daichi-Shinminshu | 3                     | 3                     | 0                     | 4                   | 7                   | 7                        | 0                        | 7                        | 7                | (2)              |
|        | Neue Volkspartei              | 2                     | 1                     | 0                     | 1                   | 2                   | 0                        | 1                        | 1                        | 3                | (0)              |
|        | Neue Partei Japan             | 1                     | 1                     | 0                     | 0                   | 1                   | 0                        | 0                        | 0                        | 1                | (0)              |
|        | Shintō Kaikaku                | 0                     | 0                     | 0                     | 0                   | 0                   | 0                        | 2                        | 2                        | 2                | (0)              |
|        | Sonstige                      | 0                     | 0                     | 0                     | 25                  | 25                  | –                        | 42                       | 42                       | 67               | (22)             |
|        | Unabhängige                   | 9                     | 6                     | 8                     | 35                  | 49                  | –                        | –                        | –                        | 49               | (4)              |
| Summe  | Summe                         | 479 (1 Vakanz)        | 403                   | 102                   | 789                 | 1294                | 907                      | 210                      | 1117                     | 1504             | (225)            |

## Umfragen und Prognosen
Auf Umfragen basierende Sitzverteilungsprognosen großer japanischer Medien zum Wahlkampfauftakt sprachen von einer Führung für LDP- und Kōmeitō-Kandidaten in etwa zwei Dritteln der 300 Wahlkreise und insgesamt einer klaren alleinigen LDP-Mehrheit. Die Demokratische Partei müsste danach mit einem Verlust von mehr als der Hälfte ihrer 230 Sitze rechnen. Die Ishin no Kai käme auf unter 50, die Mirai no Tō auf etwa 15 Mandate. Kōmeitō und Minna no Tō könnten deutlich Sitze hinzugewinnen, die KPJ ringt darum, ihre Mandatszahl zu halten, alle anderen Parteien können nur mit wenigen Mandaten rechnen oder kämpfen darum, überhaupt im nächsten Shūgiin vertreten zu sein. Der Anteil unentschlossener Wähler war aber in allen Umfragen noch sehr hoch, in den Wahlkreisen teilweise über 50 %.
Eine Zweidrittelmehrheit insgesamt für LDP und Kōmeitō galt aber als weniger wahrscheinlich – sie würde einer zukünftigen Regierungskoalition die Möglichkeit geben, eine Oppositionsmehrheit im Sangiin in der Gesetzgebung zu überstimmen (siehe Nejire Kokkai). In Umfragen für die 180 Verhältniswahlmandate führte landesweit meist die LDP vor der Nippon Ishin no Kai, die Demokratische Partei lag teilweise sogar unter 10 %, die Mirai no Tō teilweise unter 5 % – auch dabei war aber der Anteil unentschlossener Wähler noch sehr hoch. Im Verhältniswahlblock Kinki (29 Mandate) begann die Nippon Ishin no Kai den Wahlkampf als stärkste Partei in den Umfragen.

## Wahlbeteiligung und -ergebnis
Bis einschließlich 14. Dezember 2012, dem Freitag vor der Wahl, hatten rund 9,25 Millionen Wahlberechtigte die Möglichkeit zur vorzeitigen Stimmabgabe genutzt, gegenüber dem gleichen Zeitraum 2009 ein Rückgang um über 15 %; am deutlichsten war der Rückgang in Toyama (−25,9 %), nur gering in Shimane (−1,0 %).
Die Wahlbeteiligung insgesamt war mit 59,32 % bei der Direktwahl und 59,31 % bei der Verhältniswahl die niedrigste für Shūgiin-Wahlen der Nachkriegsgeschichte.
| Partei | Partei                        | Wahlkreise | Wahlkreise | Wahlkreise | Verhältniswahl               | Verhältniswahl | Verhältniswahl | Sitze gesamt | Änderung         | Änderung                         |
| ------ | ----------------------------- | ---------- | ---------- | ---------- | ---------------------------- | -------------- | -------------- | ------------ | ---------------- | -------------------------------- |
| Partei | Partei                        | Stimmen    | Anteil     | Sitze      | Stimmen                      | Anteil         | Sitze          | Sitze gesamt | zur letzten Wahl | zur Zusammensetzung vor der Wahl |
|        | Liberaldemokratische Partei   | 25.643.309 | 43,0 %     | 237        | 16.624.457                   | 27,8 %         | 57             | 294          | +175             | +176                             |
|        | Demokratische Partei          | 13.598.773 | 22,8 %     | 27         | 9.628.653                    | 15,5 %         | 30             | 57           | −251             | −173                             |
|        | Nippon Ishin no Kai           | 6.942.353  | 11,6 %     | 14         | 12.262.228                   | 20,5 %         | 40             | 54           | (+54)            | +43                              |
|        | Kōmeitō                       | 885.881    | 1,5 %      | 9          | 7.116.474                    | 11,9 %         | 22             | 31           | +10              | +10                              |
|        | Minna no Tō                   | 2.807.244  | 4,7 %      | 4          | 5.245.586                    | 8,8 %          | 14             | 18           | +13              | +10                              |
|        | Nippon Mirai no Tō            | 2.992.365  | 5,0 %      | 2          | 3.423.915                    | 5,7 %          | 7              | 9            | (+9)             | −53                              |
|        | Kommunistische Partei Japans  | 4.700.289  | 7,9 %      | 0          | 3.689.159                    | 6,2 %          | 8              | 8            | −1               | −1                               |
|        | Sozialdemokratische Partei    | 451.762    | 0,8 %      | 1          | 1.420.790                    | 2,4 %          | 1              | 2            | −5               | −3                               |
|        | Neue Partei Daichi-Shinminshu | 315.604    | 0,5 %      | 0          | 346.848                      | 0,6 %          | 1              | 1            | 0                | −2                               |
|        | Neue Volkspartei              | 117.185    | 0,2 %      | 1          | 70.847                       | 0,1 %          | 0              | 1            | −2               | −1                               |
|        | Shintō Kaikaku                | –          | –          | –          | 134.781                      | 0,2 %          | 0              | 0            | 0                | 0                                |
|        | Neue Partei Japan             | 62.697     | 0,1 %      | 0          | –                            | –              | –              | 0            | −1               | −1                               |
|        | Sonstige                      | 102.634    | 0,2 %      | 0          | 216.150 (Kōfuku-jitsugen-tō) | 0,4 %          | 0              | 0            | 0                | 0                                |
|        | Unabhängige                   | 1.006.468  | 1,7 %      | 5          | –                            | –              | –              | 5            | −1               | −4                               |
| Summe  | Summe                         | 59.626.566 | 100 %      | 300        | 60.179.888                   | 100 %          | 180            | 480          | 0                | +1 (Vakanz)                      |

### Regionale Übersicht
| Block              | Wahlkreise | Wahlkreise | Wahlkreise                      | Verhältniswahlsitze | Verhältniswahlsitze | Verhältniswahlsitze | Verhältniswahlsitze | Verhältniswahlsitze | Verhältniswahlsitze   |
| ------------------ | ---------- | ---------- | ------------------------------- | ------------------- | ------------------- | ------------------- | ------------------- | ------------------- | --------------------- |
| Block              | LDP        | DP         | Sonstige                        | LDP                 | Ishin               | DP                  | Kōmei               | Minna               | Sonstige              |
| Hokkaidō           | 11         | 0          | Kōmei 1                         | 3                   | 1                   | 2                   | 1                   | 0                   | Daichi 1              |
| Tōhoku             | 19         | 4          | Mirai 1, Unabh. 1               | 5                   | 2                   | 3                   | 1                   | 1                   | Mirai 1, KPJ 1        |
| Nord-Kantō         | 27         | 2          | Minna 1, Unabh. 2               | 6                   | 4                   | 3                   | 3                   | 2                   | Mirai 1, KPJ 1        |
| Tokio              | 21         | 2          | Kōmei 1, Minna 1                | 5                   | 3                   | 3                   | 2                   | 2                   | KPJ 1, Mirai 1        |
| Süd-Kantō          | 26         | 4          | Kōmei 1, Minna 2, Unabh. 1      | 6                   | 5                   | 4                   | 2                   | 3                   | Mirai 1, KPJ 1        |
| Hokuriku-Shin’etsu | 18         | 2          | 0                               | 4                   | 3                   | 2                   | 1                   | 1                   | 0                     |
| Tōkai              | 27         | 6          | 0                               | 7                   | 4                   | 4                   | 2                   | 2                   | Mirai 1, KPJ 1        |
| Kinki              | 24         | 6          | Ishin 12, Kōmei 6               | 7                   | 10                  | 3                   | 4                   | 2                   | KPJ 2, Mirai 1        |
| Chūgoku            | 18         | 0          | Ishin 1, Mirai 1                | 5                   | 2                   | 2                   | 2                   | 0                   | 0                     |
| Shikoku            | 12         | 1          | 0                               | 2                   | 2                   | 1                   | 1                   | 0                   | 0                     |
| Kyūshū             | 34         | 0          | NVP 1, Ishin 1, SDP 1, Unabh. 1 | 7                   | 4                   | 3                   | 3                   | 1                   | KPJ 1, SDP 1, Mirai 1 |
| Summe              | 237        | 27         | 36                              | 57                  | 40                  | 30                  | 22                  | 14                  | 17                    |

## Auswirkungen
Am Wahlabend verständigten sich die Generalsekretäre von LDP und Kōmeitō über die Aufnahme von Koalitionsgesprächen. Die Koalitionsvereinbarung wurde am 25. Dezember geschlossen. Am gleichen Tag wurde auch die künftige Besetzung der Führungspositionen im LDP-Parteivorstand vorgestellt.
Vom 26. bis 28. Dezember 2012 tagte das 182. Kokkai, wie nach jeder vorgezogenen Abgeordnetenhauswahl eine Sondersitzung (tokubetsukai). Darin wurde am 26. Dezember Shinzō Abe zum Premierminister gewählt, Bunmei Ibuki (LDP) zum Präsidenten des Shūgiin, Hirotaka Akamatsu (DP) zum Vizepräsidenten. Noch am gleichen Tag wurden Abe und die anderen Mitglieder seines Kabinetts formell vom Tennō ernannt und lösten das Kabinett Noda ab.
Yoshihiko Noda kündigte am Wahlabend seinen Rücktritt als Parteivorsitzender an. Die Neuwahl des Parteivorsitzenden war zunächst für den 22. Dezember geplant, wurde aber verschoben. Einige prominente Demokraten, die ihre Sitze im Shūgiin verteidigt hatten und als mögliche Nachfolger Nodas galten, haben eine Kandidatur abgelehnt. Die Wahl fand am 25. Dezember statt, Banri Kaieda setzte sich mit 90 zu 54 Abgeordneten gegen Sumio Mabuchi durch.